# Ampelocissus banaensis
Ampelocissus banaensis är en vinväxtart som beskrevs av François Gagnepain. Ampelocissus banaensis ingår i släktet Ampelocissus och familjen vinväxter. Inga underarter finns listade i Catalogue of Life.